# Rajk Judit

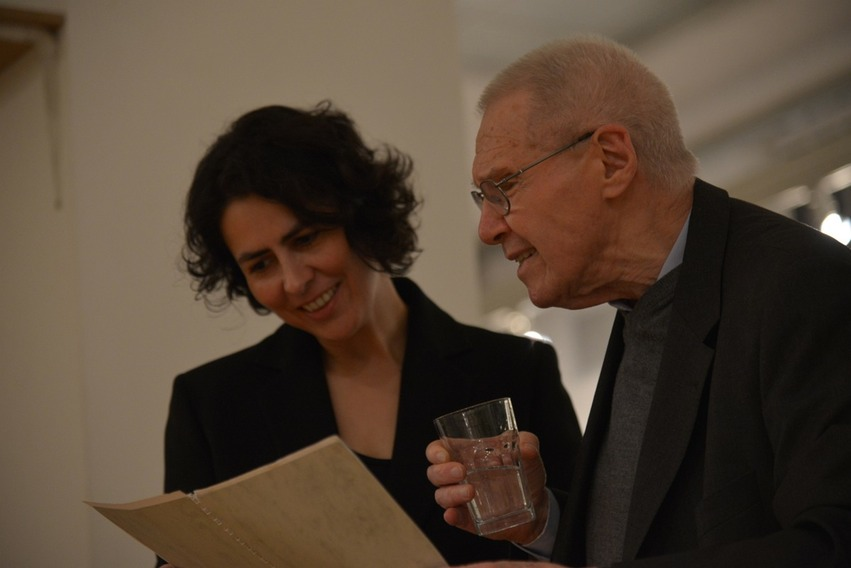
Kurtág Györggyel

Rajk Judit (született Kerek Judit) (Budapest, 1966.–) magyar énekművész (alt), a Zeneakadémia Kodály Intézetének igazgatója (2023. szeptember 1-től), habilitált egyetemi docense, a Széchenyi Irodalmi és Művészeti Akadémia címzetes tagja

## Életpályája
1985 és 1987 között az Eötvös Loránd Tudományegyetem angol-orosz szakára járt, majd 1987-től 1993-ig Liszt Ferenc Zeneművészeti Egyetem ének szakán tanult. Doktori fokozatát ugyanott szerezte meg, 2009-ben. 2003 óta a Liszt Ferenc Zeneművészeti Egyetem Egyházzene Tanszékének egyetemi docense, valamint a kecskeméti Nemzetközi Kodály Intézet professzora. Magánéneket, hangképzést, liturgikus szólóéneket és hangnevelés-módszertant tanít. 2019 novembere óta az MTA Széchenyi Irodalmi és Művészeti Akadémia címzetes tagja. 2021 tavaszán a Zeneakadémián sikeres habilitációt tett. 2023. szeptemberétől a kecskeméti Kodály Intézet igazgatója.
Budapest klasszikus- és kortárs zenei életének állandó szereplője, valamint rangos hazai és külföldi fesztiválok résztvevője, számos magyar mű ősbemutatója fűződik nevéhez. 2001-ben jelent meg a Hungarotonnál Fekete Gyula Római láz című operájának CD kiadása, amelyen az opera főszerepét énekli. A Budapesti Vonósokkal a Hungaroton Stúdiójában lemezre vette Kodály kamarazenei műveit (Mónár Anna, Kádár Kata, Fáj a szívem, 4 részlet a Magyar Népzene sorozatból), Balogh Máté két kamaradarabját, valamint Dukay Barnabás "...az enyém és értem van..." címmel számára írt nagyszabású monódiáját. A lemez "Ellopott idő / Stolen Time" címmel 2020 novemberében jelent meg a Hungaroton Records kiadásában.  Előadói tevékenységét 2005-ben, 2011-ben és 2018 decemberében is Artisjus-díjjal díjazták. Több kamaraformáció – a ContrasTon, a Trio Passacaglia valamint a Metrum Ensemble – tagja, 2018 szeptemberében pedig a Berlini Filharmonikusok Kamaraszólistáival adott koncertet a Zeneakadémián.
2009-2022 között a FUGA Budapesti Építészeti Központban általa létrehozott FUGAkoncertek művészeti vezetője. Ugyanott 2013-ban Balogh Mátéval, Tornyai Péterrel és Kedves Csanáddal megalapította a CentriFUGA elnevezésű kortárs zenei műhelyt, amely azóta több tucat kortárs magyar zenemű ősbemutatójának adott otthont. Fiatal magyar zeneszerzők darabjai mellett többek között Kurtág György, Vidovszky László, Jeney Zoltán, Serei Zsolt és Dargay Marcell darabjai is rendszeresen megszólalnak. Kurtág György 2019-ben neki írta és ajánlotta a Tandori Dezső szövegekre írt, "... elszunnyadni, – semmi több..." Op.50. dalciklusát, és jelenleg is dolgozik a szerzővel a neki ajánlott  "AB Játékok énekhangra, gyakorlatok, megoldási kísérletek" című sorozaton.
2009 óta a Konrád György és Ferge Zsuzsa alapította Európai Kulturális Alapítvány, Budapest kuratóriumának elnöke.
Férje, Rajk László halála óta (2019) a művész-politikus hagyatékának jogtulajdonosa, a hagyaték gondozója. 2021 őszén férje műtermében megnyitotta az Art Department független kulturális teret, mely kiállítások, workshopok, irodalmi estek és kamarakoncertek színtere.